# آدرینا پاتریج
آدرینا کاتلین پاتریج (به انگلیسی: Audrina Cathleen Patridge) (زادهٔ ۹ می ۱۹۸۵) ستارهٔ تلویزیونی مشهور آمریکایی، مجری تلویزیون، بازیگر و مدل است. در سال ۲۰۰۶، آدرینا با ایفای نقش در مجموعهٔ The Hills از سری برنامه‌های تلویزیون واقع‌نما به چنان پیشرفتی در حرفهٔ خود رسید که زندگی شخصی و زندگی حرفه‌ای خود و تعدادی از دوستانش نظیر لورن کنراد، هایدی مونتاگ و ویتنی پورت را وارد عرصه جدیدی کرد. در طی تولید این محصول، او با شرکت‌های Quixote Studios و اپیک رکوردز قرارداد بست. در همین حال که این مجموعهٔ تلویزیونی در حال تولید بود، پاتریج رابطهٔ غیرمنتظره و نه چندان رسمی‌ای با دوست پسرش جاستین برشا برقرار کرد. در نتیجه، این رابطه بدل به موضوع اصلی مجموعه شد و متعاقب آن بر روی فصل‌های بعدی مجموعه تاثیر گذاشت؛ چراکه جاستین برشا نیز در مجموعهٔ The Hills بازی می‌کرد. با پایان یافتن مجموعه در سال ۲۰۱۰، پاتریج به عنوان تنها بازیگری معرفی شد که در تمام شش فصل مجموعه حضور داشت.
بعد از این سال، پاتریج در فصل یازدهم نسخهٔ آمریکایی مسابقهٔ رقص با ستارگان شرکت کرد و در نهایت به مقام هفتم رسید. در سال ۲۰۱۱، وی مجموعهٔ تلویزیونی مختص خود را با نام آدرینا  عرضه کرد که در آن ماجراهای زندگی خود و خانوادهٔ خود به تصویر کشیده شده بود. در هر صورت، این مجموعه تجربهٔ ناموفقی را برای او رقم زد و تنها پس از ساخت یک فصل به اتمام رسید. پاتریج با بازی در فیلم‌های ویدئویی (Sorority Row" (۲۰۰۹" و (۲۰۱۱) "Into the Blue 2: The" Reef وارد صنعت فیلم شد. او همچنین در فیلم‌های (Honey 2" (۲۰۱۱" و (Scary Movie 5" (۲۰۱۳" نقش بازیگر مکمل را داشت، هرچند سکانس‌های او در نهایت از نسخهٔ نهایی فیلم حذف شد. در اوایل ۲۰۱۴ پاتریج به عنوان میزبان جدید شوی تلویزیونی آخر شب‌های شبکهٔ ان‌بی‌سی رسید.